# Physcomitrella
Physcomitrella es un género de musgos perteneciente a la familia Funariaceae.  Comprende 17 especies descritas y de estas, solo 4 aceptadas.

## Taxonomía
El género fue descrito por Bruch & Schimp. y publicado en Bryologia Europaea 1: 13 (fasc. 42. Mon. 1.). 1849.  La especie tipo es: Physcomitrella patens (Hedw.) Bruch & Schimp.	

## Especies aceptadas
A continuación se brinda un listado de las especies del género Physcomitrella aceptadas hasta junio de 2015, ordenadas alfabéticamente. Para cada una se indica el nombre binomial seguido del autor, abreviado según las convenciones y usos.
- Physcomitrella bartlettii Fife
- Physcomitrella magdalenae De Sloover
- Physcomitrella patens (Hedw.) Bruch & Schimp.
- Physcomitrella readeri (Müll. Hal.) I.G. Stone & G.A.M. Scott